# Cleidogona arco
Cleidogona arco är en mångfotingart som beskrevs av Shear 1972. Cleidogona arco ingår i släktet Cleidogona och familjen Cleidogonidae. Inga underarter finns listade i Catalogue of Life.